# 裁判至要抄
裁判至要抄（さいばんしようしょう）は、鎌倉時代初期の承元元年（1207年）に後鳥羽上皇の院宣を受けた坂上明基によって編纂された勅撰法律書。全1巻。

## 概要
民事法を中心として33の事例について、律令格式のからの引用と著者である坂上明基の解釈を記した案文から構成されている。主に出挙・相続・売買・貸借・土地所有・財産譲与などに関して重点的に解説されている。特に相続と財産譲与に19件にわたって記述している。律令格式や祖父坂上明兼が編纂し、明基が校訂したとされる『法曹至要抄』を参考としているが、条文や『法曹至要抄』の解釈とは違う案文を提示している部分もあり、杓子定規的な法文解釈に拘らずに社会の実情に合わせた法解釈を試みている点で評価されている。後鳥羽上皇の院政において訴訟対応への強化が図られ、その一環として明法勘文や実務文書作成のための手本として作成されたと考えられている。坂上明基は鎌倉幕府の依頼を受けて『法曹至要抄』の中の民事関係の記事を抄出して幕府に提出したと言われるなど幕府とのつながりも深く、後世の公家法のみならず、鎌倉幕府の御成敗式目にもその影響が見られ、公家法から武家法への移行過程の研究にも影響を与えている。